# Selección de rugby de Mauricio
El seleccionado de rugby de Mauricio es el equipo representativo de la Rugby Union Mauritius.

## Reseña
Si bien el deporte en la isla se practica desde principios del siglo XX, recién en el 2005 se conformó el primer seleccionado mauriciano que compitió en un torneo. Fue en la segunda división africana y en la que resultó ganador. Continuó compitiendo en el CAR Trophy hasta el 2010.
Ya en el 2011, la entonces Confederación Africana de Rugby reorganiza los torneos y aumenta el número de participantes en primera división; allí Mauricio compite en el nivel D del Africa Cup en el que resulta campeón al ganarle a Nigeria el único partido disputado. Hasta ahora no ha descendido a la segunda división.
La selección de Mauricio habitualmente está clasificada entre los puestos 90.º y 95.º del ranking mundial desarrollado por la World Rugby.

## Palmarés
- Africa Cup 1D (1): 2011[5]
- CAR Trophy (1): 2005
- CAR Trophy Sur (1): 2005

## Participación en copas
| - No ha clasificado - CAR Trophy 2005: 1º puesto, 1º en general - CAR Trophy 2006: 2º de grupo - CAR Trophy 2007: 3º de grupo - CAR Trophy 2008: 2º puesto - CAR Trophy 2009: 3º puesto - CAR Trophy 2010: 3º puesto - Indian Ocean Cup 2011: 3º puesto (último) - Africa Cup 1D 2011: Campeón invicto | - Africa Cup 1C 2012: 3º puesto - Africa Cup 1C 2013: 6º puesto (último) - Africa Cup 1C 2014: 2º puesto - Africa Cup 1C 2016: 3º puesto - Africa Cup 1B 2015: 6º puesto (último) - Rugby Africa Bronze Cup 2017: 3º en el grupo - Rugby Africa Bronze Cup 2018: 2º puesto |